# Rio Clocotici
O Rio Clocotici é um rio da Romênia, afluente do Gelug, localizado no distrito de Caraş-Severin.